# Arthromeris elegans
Arthromeris elegans är en stensöteväxtart som beskrevs av Ren-Chang Ching. Arthromeris elegans ingår i släktet Arthromeris och familjen Polypodiaceae. Inga underarter finns listade.